# 関根嘉香
関根 嘉香（せきね よしか、1966年8月6日 - ）は、東京都世田谷区出身の環境化学者。博士（理学）。
東海大学理学部化学科・教授、慶應義塾大学大学院政策・メディア研究科・非常勤講師、一般社団法人室内環境学会・元理事長。
アジアの大気環境に関する学際的研究、室内空気汚染（シックハウス症候群）の予防・改善に関する研究、新しい環境浄化触媒の開発・性能評価、生体ガス（特に皮膚ガス）の分析と情報伝達機能に関する研究等に従事。

## 略歴
1985年　東京都立駒場高等学校卒業。1989年　慶應義塾大学理工学部応用化学科卒業。1991年　慶應義塾大学大学院理工学研究科応用化学専攻修士課程修了。
1991年　日立化成工業株式会社入社 筑波開発研究所勤務。1993年　東海大学大学院理学研究科にて博士（理学）の学位を取得。2000年　東海大学理学部化学科 専任講師。2004年　東海大学理学部化学科 助教授。
2004年　オックスフォード・ブルックス大学 訪問研究員。
2005年　東海大学大学院地球環境科学研究科（博士課程）研究指導教員。
2008年　慶應義塾大学産業研究所 招請研究員。2010年　慶應義塾大学環境情報学部 Lynn Thiesmeyer研究室　訪問研究員。
2011年　東海大学理学部化学科 教授（現職）。2011年　慶應義塾大学大学院政策・メディア研究科 非常勤講師（兼務）。2015年　神奈川県立保健福祉大学 非常勤講師（兼務）。

## 主要著書
- 皮膚ガスのはなし‐体臭は心と体のメッセージ（朝倉書店）（単著）
- 室内環境の事典（朝倉書店）（編集委員長・分担執筆）
- 中国の空　日本の森（慶應義塾大学出版会）（分担執筆）
- 住まいの化学物質（東京電機大学出版局）（監修・分担執筆）
- 品質管理の統計学（オーム社）（単著）
- Human Insecurity in Asia (United Nations University Press)（分担執筆）
- Rethinking Resilience, Adaptation and Transformation in a Time of Change(Springer)（分担執筆）

## 主な受賞歴
- 日立化成工業株式会社総合研究所 技術賞
- 日本環境化学会 第12回環境化学技術賞
- 東海大学 松前重義賞（学術部門）
- 東海大学Teaching Award優秀賞（2003年度、2004年度、2008年度）
- 室内環境学会賞・論文賞（2008年度、2010年度、2013年度、2014年度）
- 日本臨床環境医学会・奨励賞（2016年度）
- におい・かおり環境協会・学術賞（2017年度）

## 主な出演番組
- 日本テレビ「世界一受けたい授業」
- 日本テレビ「カズレーザーと学ぶ。」
- NHKテレビ「あさイチ」「ガッテン」など
- TBSテレビ「健康カプセル!ゲンキの時間」
- テレビ朝日「ガリベンガーV」

その他多数